# Gosset (champagne)
Gosset is de naam van een champagnehuis dat in 1584 door Pierre Gosset, wethouder van Ay en wijnboer, werd opgericht.
In die tijd bestond de champagne zoals wij die kennen nog niet. Gosset verkocht een stille, meestal rode wijn die werd gemaakt van de druiven uit zijn eigen wijngaarden.
De champagne en de wijn uit Beaune in de Bourgogne wedijverden indertijd om de gunst van de Franse koningen. Toen dankzij de uitvinding van Dom Pérignon de mousserende champagne kon worden gemaakt en deze in flessen kon worden verkocht ging ook het huis Gosset zich bezighouden met de productie van witte mousserende champagne.
In 1994 werd het huis Gosset verkocht aan de Renaud-Cointreau-groep. Onder het nieuwe management slaagde Gosset er in 2005 in de productie tot een miljoen flessen te verhogen. Het huis onder leiding van Jean-Pierre Cointreau exporteert 65% van de productie naar meer dan 70 landen. In 2009 vierde het huis de 425e verjaardag. Jean-Pierre Cointreau kocht in dat jaar een nieuwe kantoorgebouw in Épernay met daaromheen een park van 2 hectare met gebouwen die dateren uit de 19de eeuw. Onder het park liggen crayeres, in de krijtrotsen uitgehouwen tunnels, met een lengte van 1700 meter. Daarin is plaats voor 2,5 miljoen flessen en roestvrijstalen tanks met een capaciteit van 26000 hectoliter.  Een deel van de productie is nog in Ay gevestigd waar men ook de statutaire zetel van het bedrijf vindt. 
De champagne van Gosset wordt gemaakt van een assemblage van chardonnay, pinot noir en soms ook de fruitige maar minder goed rijpende pinot meunier.

## Champagnes
- De Grande Réserve Brut is de Brut Sans Année, de meest verkochte champagne en het visitekaartje van het huis. De assemblage van 39% pinot noir, 46% chardonnay en 15% pinot meunier werd aangevuld met 12% reserve uit eerdere jaren. Die reserv was gemiddeld twee jaar oud. Zo kan het huis ook in mindere jaren een constante kwaliteit en stijl garanderen. De flessen hebben 2 of 3 jaar op gist mogen rijpen.[4]
- De Grand Rosé Brut is een roséchampagne van 56% chardonnay, 35% pinot noir uit grand cru-gemeenten en werd om de roze kleur te maken vermengd met 9% stille rode wijn uit Bouzy en Ambonnay.[5]
- De Grand Millésime Brut is een millésime die in 2000 voor het laatst kon worden gemaakt. Deze champagne is een assemblage uit 56% chardonnay en 44% pinot noir uit grand- en premier cru wijngaarden. In de jaren tachtig was het een assemblage van 60% pinot noir en 40% chardonnay.
- De Grand Blanc de Blancs is een blanc de blancs, een champagne van uitsluitend chardonay.
- De Celebris Vintage Extra Brut is een zeer droge champagne die in 1998 voor het laatst werd gemaakt. De assemblage van 64% chardonnay en 36% Pinot noir werd gebotteld met wijn uit de jaren 1998, 1990 en 1995 en 1988. De dosage suiker is klein gehouden.
- De Celebris Extra Brut Rosé is een millésime die zelden wordt gemaakt. De meest recente flessen zijn in 1998 gevuld.[4]
- De Celebris Blanc de Blancs Extra Brut is een droge blanc de blancs.
- De Brut Excellence is een assemblage van 42% chardonnay, 45% pinot noir en 13% pinot meunier.[4]
- Het huis maakte voor de familie Gosset en een klein aantal klanten een speciale genummerde non-millésime ter gelegenheid van het 425jarig bestaan van het champagnehuis Gosset.